# Landkreis Emsland
Landkreis Emsland är ett distrikt (Landkreis) i det tyska förbundslandet Niedersachsen. Distriktet har fått sitt namn från floden Ems. Emsland ligger på gränsen till Nederländerna och gränsar i övrigt till distrikten Landkreis Grafschaft Bentheim, Landkreis Leer, Landkreis Cloppenburg, Landkreis Osnabrück och Kreis Steinfurt. Myrområdet Bourtanger Moor utgör här en naturlig gräns mellan Tyskland och Nederländerna.

## Geografi
Distriktet består av landskapen Emsland och Hümmling. Området präglas av floderna Ems och Hase, myrområdena Bourtanger Moor och Küstenkanalmoor samt av geestområdena Hümmling och Lingener Land. Högsta höjden i området är Windmühlenberg, 93 meter över havet, och Nattenberg, 92 meter över havet. Emsland är ett av de största distrikten i Tyskland.

## Historia
Norra och mellersta Emsland hörde fram till år 1803 till biskopsdömet Münster. Perioden 1803-1810 hörde norra Emsland till hertigdömet Arenberg. Södra delen av det nuvarande distriktet, grevskapet Lingen, var sedan 1702 en del av Preussen. Åren 1810-1814 var hela området en del av Frankrike, därefter en del av konungariket Hannover och från 1866 Preussen. Från 1946 är Emsland en del av delstaten Niedersachsen. Det nuvarande distriktet bildades 1977 genom att de dåvarande distrikten Aschendorf-Hümmling, Meppen och Lingen slogs ihop.

## Kultur
I Emsland talas plattyska, särskilt på landsbygden. Distriktet är katolskt präglat till skillnad från de flesta andra områden i Niedersachsen. Cirka 80 procent av befolkningen är katoliker. I Emsland finns ett stort antal museer.

## Näringsliv
Liksom i övriga nordvästra Tyskland har Emslands näringsliv präglats av jordbruk och torvbrytning. I dag är industrin viktigare för distriktets näringsliv. Genom distriktet går motorvägarna A31 och A30. Genom Emsland går även bland annat järnvägslinjen mellan Münster och Ostfriesland. I Papenburg finns en hamn i floden Ems.

## Bilder

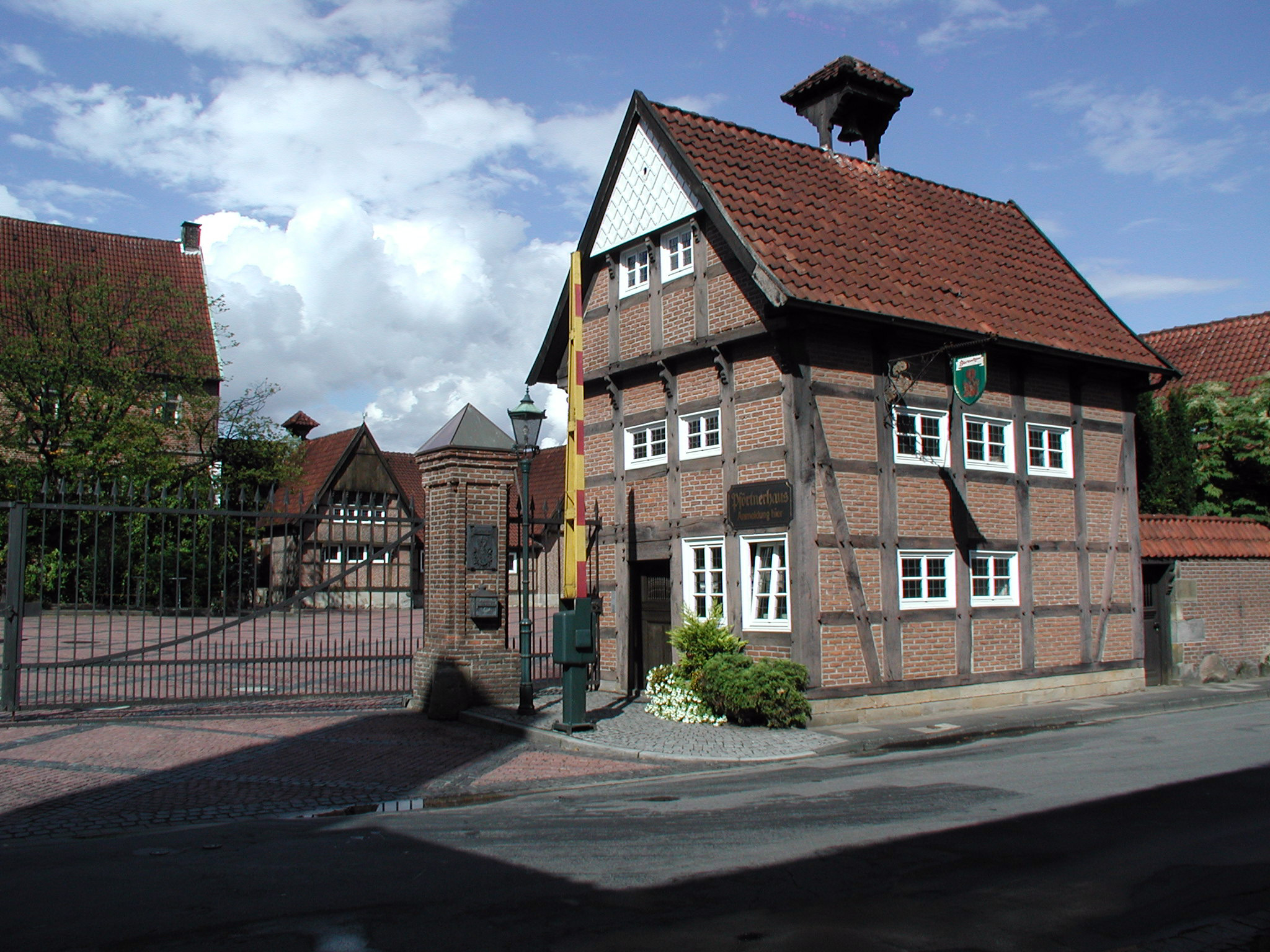
Berentzen Haselünne
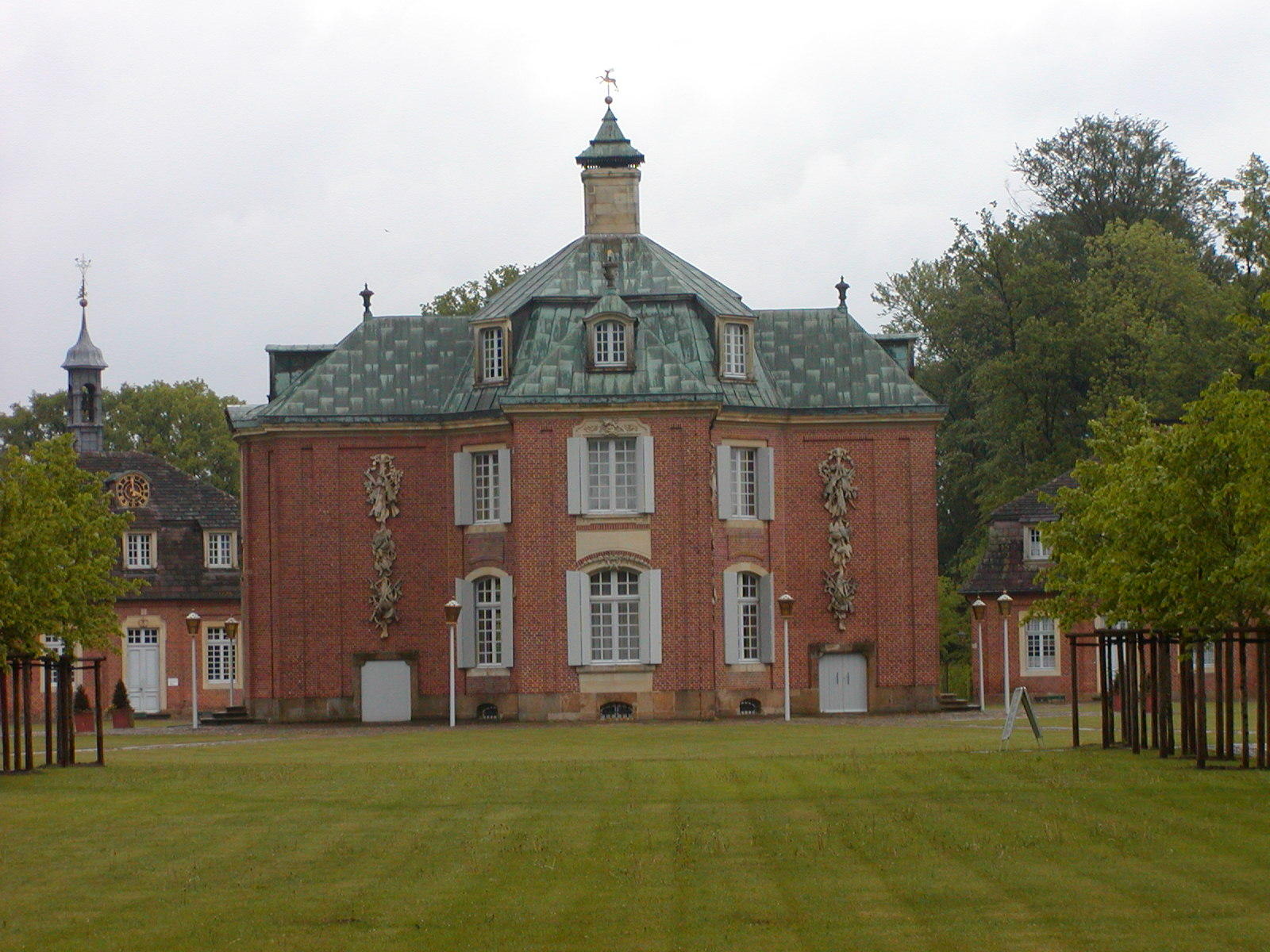
Jaktslottet Clemenswerth
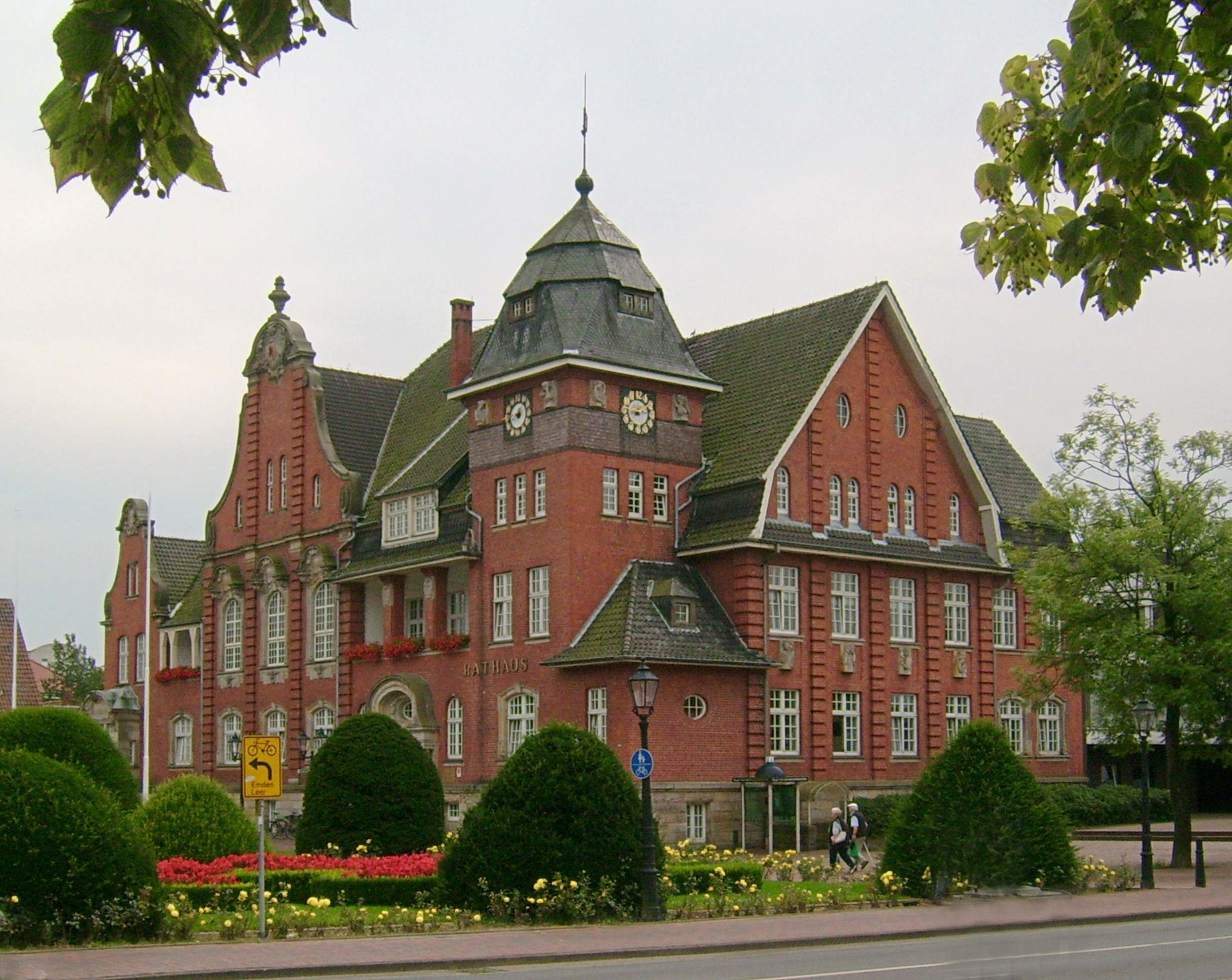
Rådhuset i Papenburg
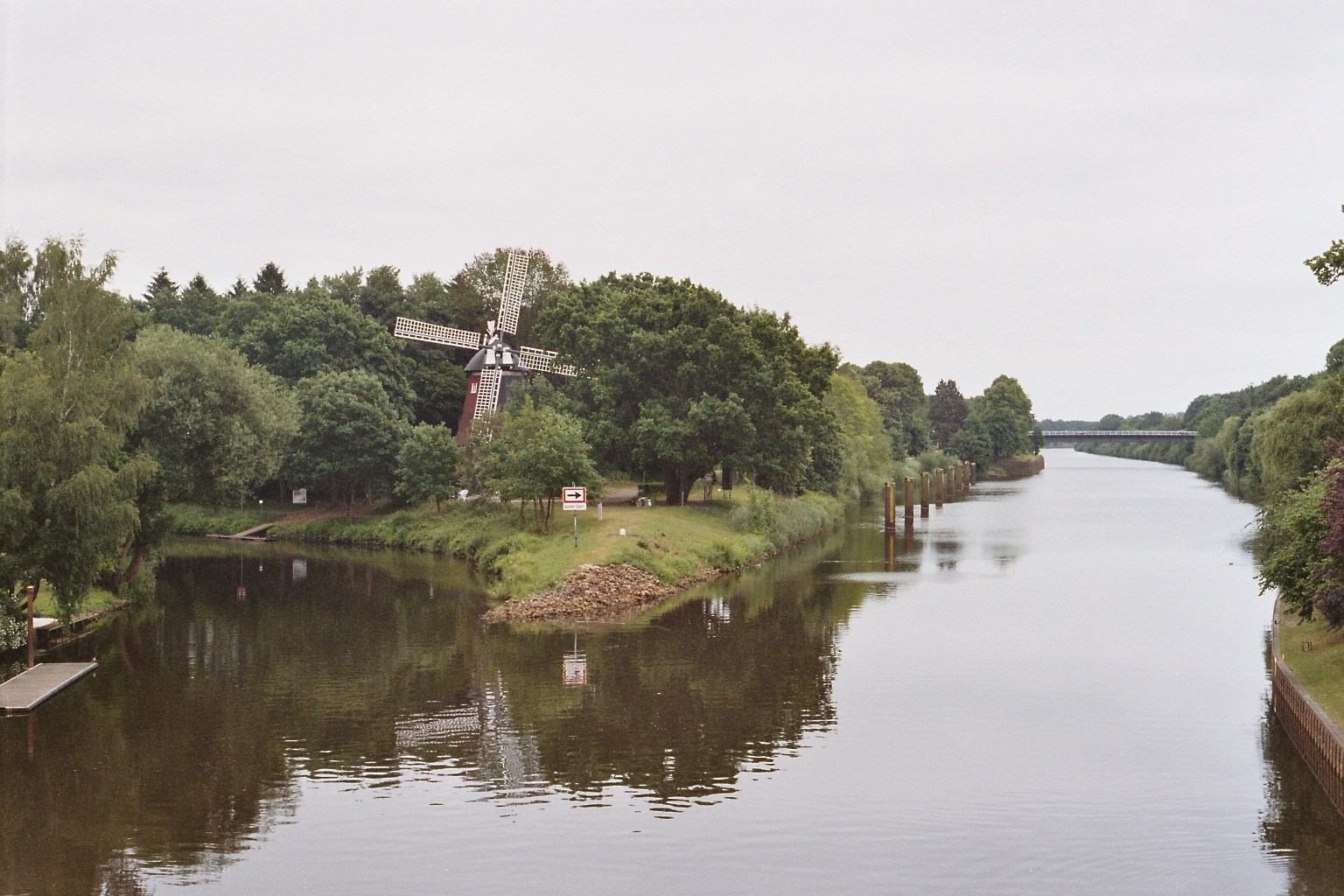
Höltingkvarnen i Meppen

## Städer och kommuner i Emsland
I förvaltningsrättslig mening finns i modern tid ingen skillnad mellan begreppet Stadt (stad) gentemot Gemeinde (kommun).

### Einheitsgemeinden
| - Emsbüren - Geeste - Haren (Ems) (stad) | - Haselünne (stad) - Lingen (Ems) (stad) - Meppen (stad) | - Papenburg (stad) - Rhede (Ems) | - Salzbergen - Twist |

### Samtgemeinde
| - Samtgemeinde Dörpen - Samtgemeinde Freren - Samtgemeinde Herzlake | - Samtgemeinde Lathen - Samtgemeinde Lengerich | - Samtgemeinde Nordhümmling - Samtgemeinde Sögel | - Samtgemeinde Spelle - Samtgemeinde Werlte |